# Real Academia de Bellas Artes de San Carlos
La Real Academia de Bellas Artes de San Carlos (en valenciano Reial Acadèmia de Belles Arts de Sant Carles) es una institución académica cultural pública ubicada en Valencia, España. Fue creada el 14 de febrero de 1768 por el rey Carlos III. Desde su fundación impartió las enseñanzas de Pintura, Escultura y Arquitectura.

## Historia
Sus antecedentes se encuentran en la petición al rey Fernando VI por parte de José Vergara e Ignacio Vergara para que se crease una Academia. El rey concedió el permiso y se creó la Academia de Santa Bárbara (inaugurada el 7 de enero de 1753) en honor a la esposa de Fernando VI, Bárbara de Braganza, en la sede de la Universidad de Valencia.
Con la muerte del monarca y las dificultades económicas, el centro desapareció. Fue más tarde cuando, retomando la idea original, el rey Carlos III otorga por Real Cédula el reconocimiento de la academia el 14 de febrero de 1768, siguiendo el modelo de la Real Academia de Bellas Artes de San Fernando dentro de la corriente del periodo ilustrado español y siguiendo la tradición francesa. La denominación oficial fue la de Real Academia de las Tres Nobles Artes de San Carlos.
Debido al espectacular crecimiento obtenido en la gran afluencia de estudiantes y a causa de la escasez de espacio de su anterior ubicación, el estado cedió en 1838 el Convento de El Carmen, desamortizado, donde se siguió impartiendo la docencia y pudo aumentar y realzar sus colecciones artísticas agrupadas en el museo de bellas artes y museo de antigüedades.
Desde 1909 se reconocía que era un organismo artístico que respondía a tres aspectos o fines fundamentales: 
- Académico: Estudios de erudición artística, informes y dictámenes periciales
- Didáctico: Enseñanza teórica y práctica de las Bellas Artes
- Educativo: Creación del Museo de Pintura y Escultura.

En 1913, mediante un real decreto de 24 de julio, el Museo queda desligado oficialmente de la tutela de la Academia.
En 1942 se decidió dedicar la ubicación del convento de El Carmen a la Escuela de Bellas Artes trasladando el fondo museístico y la Real Academia al antiguo Convento de San Pío V, donde desde entonces comparten edificio.
En los años 1990 del siglo XX se realizó el inventariado de obras de arte que son propiedad de esta Real Corporación, esta tarea fue realizada por los Licenciados en Historia del Arte: Ángela Aldea Hernández, María Isabel Estela Giménez y Francisco Javier Delicado Martínez, coordinados por la Académica Concepción Martínez Carratala y ayudando también en el registro informático Herminia Arnau.

## Estructura y servicios
Se rige por unos estatutos y un reglamento de régimen interior. Los miembros pueden ser de honor, de número, supernumerarios y correspondientes en España y en el extranjero.
La Academia consta de cuatro secciones: 
- Arquitectura
- Escultura
- Pintura-Grabado
- Música

Su organización y funcionamiento están regulados por decreto del Gobierno de la Comunidad Valenciana desde 1989. En su estructura, el Alto Patronazgo corresponde al Rey de España y la Presidencia de Honor al que lo sea de la Generalidad Valenciana. Forma parte del Instituto de España (IE).
Consta del servicio de docencia, archivo y biblioteca, y es órgano consultivo de la Generalidad Valenciana, además de cumplir funciones de peritaje.
En su Archivo histórico hay fondos relativos a la historia de la Real Corporación, todos sus legajos están digitalizados mediante disco óptico. En su  Biblioteca Histórica hay ejemplares valiosos toda vez que mantiene intercambio con más de 150 centros por todo el mundo (Instituciones, Universidades, Biblioteca del Congreso...). Biblioteca y Archivo están a disposición de los investigadores previa petición de consulta y aprobación.

## Patrimonio
La Real Academia de Bellas Artes de San Carlos ha llegado a reunir un patrimonio artístico compuesto por más de 15.400 obras entre pinturas, esculturas, dibujos, grabados, planos de arquitectura, medallas, fotografías, piezas arqueológicas, mobiliario, bajorrelieves y retablos. Sus fondos se encuentran depositados, además de en el Museo de Bellas Artes de Valencia, en otras sedes como el IVAM y en la Facultad de Bellas Artes de San Carlos de la Universidad Politécnica de Valencia. 
Su extensa biblioteca, especializada en Bellas Artes, contiene, además del fondo contemporáneo, un importante fondo antiguo de libros impresos de los siglos XVI (Cesare Ripa....) al XIX; sin olvidar la estupenda colección de grabados de Piranesi. La hemeroteca reúne una importante colección de revistas de arte especializadas obtenidas por intercambio con diversos centros e instituciones (Reales Academias, Universidades, Museos, Library of Congress...) y el Archivo Histórico, con una valiosa documentación que recoge la historia de la Institución desde el último tercio del siglo XVIII hasta la actualidad.